# Vydas Dolinskas
Vydas Dolinskas (ur. 8 maja 1970 w Janowie) – litewski historyk i muzeolog, od 2009 dyrektor Pałacu Władców Wielkiego Księstwa Litewskiego w Wilnie.

## Życiorys
W latach 1988–1993 studiował na Wydziale Historycznym Uniwersytetu Wileńskiego, gdzie następnie odbył studia doktoranckie. W 2001 uzyskał stopień doktora nauk humanistycznych na podstawie pracy pt. Simonas Kosakovskis. Politinė ir karinė veikla Lietuvos Didžiojoje Kunigaikštystėje 1763–1794 m. Od 1996 jest wykładowcą na Wydziale Historii Uniwersytetu Wileńskiego.
W 1994–1996 był stypendystą Fundacji Konrada Adenauera, prowadził badania w Instytucie Friedricha Meinecke i Instytucie Historii Sztuki Wolnego Uniwersytetu Berlina oraz w Tajnym Archiwum Fundacji Pruskiego Dziedzictwa Kulturalnego. W 2002 prowadził badania w Tajnych Archiwach Watykanu i Bibliotece Watykańskiej.
Od 1993 do 1997 pracował jako starszy laborant na Wydziale Historii Wielkiego Księstwa Litewskiego w Litewskim Instytucie Historycznym. W latach 1998–2008 był pracownikiem Litewskiego Muzeum Sztuki na stanowiskach: starszego muzealnika, kierownika działu publikacji i wydawnictw naukowych, kierownika działu wnętrz i ekspozycji Pałacu Władców WKL i kierownika działu filii Pałacu Władców WKL. W latach 2006–2008 odbył staże zawodowe w Zamku Królewskim na Wawelu.
Od 2009 pełni funkcję dyrektora Muzeum Narodowego – Pałacu Władców Wielkiego Księstwa Litewskiego w Wilnie. W 2019 wybrany ponownie na stanowisko dyrektora.
Od 2005 zasiada w radzie dyrekcji Państwowego Rezerwatu Kulturowego Zamku Wileńskiego. W latach 2007–2009 był członkiem komisji eksperckiej Programu Tysiąclecia Litwy. Od 2010 jest członkiem rady naukowej Litewskiego Instytut Badań nad Kulturą. W 2020 wybrany przewodniczącym Rządowej Komisji ds. nagród w kulturze i sztuce.
W pracy naukowo-badawczej zajmuje się m.in. historią Wielkiego Księstwa Litewskiego, historią Rzeczypospolitej Obojga Narodów, historią kultury i sztuki Litwy, historią architektury i historią Kościoła.

## Odznaczenia
- Krzyż Kawalerski Orderu Wielkiego Księcia Giedymina (Litwa, 2014)[3]
- Order Gwiazdy Polarnej (Szwecja, 2015)[4]
- Krzyż Oficerski Orderu Zasługi Rzeczypospolitej Polskiej (Polska, 2021)[5]
- Krzyż Kawalerski Orderu Zasługi Rzeczypospolitej Polskiej (Polska, 2015)[6][7]
- Krzyż Oficerski Orderu Gwiazdy Włoch (Włochy, 2016)[8]

## Wybrane publikacje
- Simonas Kosakovskis. Politinė ir karinė veikla Lietuvos Didžiojoje Kunigaikštystėje 1763–1794 m., Wilno 2003
- Przeszłość otwarta dla przyszłości. Pałac Wielkich Książąt Litewskich w Wilnie, Warszawa 2006 (op.)